# Syngenodrilus lamuensis
Syngenodrilus lamuensis ist der Name einer Art in Afrika verbreiteter bodenbewohnender, regenwurmähnlicher Wenigborster (Oligochaeta) in der Ringelwurm-Klasse der Gürtelwürmer (Clitellata). Sie ist gleichzeitig die einzige Art der Gattung Syngenodrilus und der Familie  Syngenodrilidae, die mit der Familie Alluroididae die Ordnung der Alluroidida bildet.

## Merkmale
Der Körper von Syngenodrilus lamuensis wird etwa 5 cm lang und 4 mm breit bei einer Anzahl von rund 137 Segmenten. An jedem Segment sitzen vier Paar sehr kleine Borsten.
Der Oesophagus bildet zwei Kaumägen, die sich im 11. und 12. Segment befinden. Ebenso fehlen auch Kalkdrüsen. Das geschlossene Blutgefäßsystem weist zwischen dem 6. und dem 11. Segment 6 Paar Lateralherzen auf. Die großen, paarigen Nephridien sind wohl entwickelt, fehlen aber im 1. bis 3. und 11. bis 12. Segment.
Das nur aus einer Zellschicht bestehende Clitellum des Zwitters ist ringförmig mit längs verlaufenden Tubercula pubertatis und reicht vom 11. bis zum 16. Segment. Der Ringelwurm hat 2 Paar Hoden, aufgehängt in Hodensäcken im 10. und 11. Segment (selten ein Segment dahinter), und ein Paar Eierstöcke im 13. Segment. Das einzige Paar der männlichen Geschlechtsöffnungen befindet sich seitlich im 13. Segment, also vor dem einzigen Paar der weiblichen Geschlechtsöffnungen, die im 14. Segment liegen, also ebenso wie die männlichen innerhalb des Clitellums. Die Spermienbläschen erstrecken sich innerhalb der Eisäcke über mehrere Segmente nach hinten. Genital- und Penisborsten können vorhanden sein oder auch fehlen. Die Prostatae münden unabhängig von den männlichen Ausgängen im 11., 12. und 13. Segment nach außen. Die einfachen, langen und schlanken, paarigen Receptacula seminis befinden sich im 8. und 9. Segment und münden am Übergang zum jeweils davor liegenden Segment nach außen.

## Verbreitung, Lebensraum und Lebensweise
Syngenodrilus lamuensis ist in Afrika verbreitet. Er wurde durch einen Fund in Kenia bei Mkonumbi nahe Lamu bekannt, wobei der ursprüngliche Fundort als solcher nicht mehr existiert und in den Böden benachbarter Flächen lediglich Regenwürmer der Familie Eudrilidae gefunden werden. Weitere Exemplare von Syngenodrilus lamuensis wurden im Nationalpark Upemba in der Demokratischen Republik Kongo gefunden. Er lebt ähnlich wie Regenwürmer im Erdboden als Substratfresser, der die organischen Bestandteile des verschluckten Substrats verdaut.